# Сборная Самоа по регби
Сборная Самоа по регби (англ. Samoa national rugby union team), известная в стране как «Ману Самоа» (англ. Manu Samoa) — регбийная сборная, которая представляет государство Самоа в международных матчах и турнирах. Руководящим органом команды является Самоанский регбийный союз. В 1924—1997 гг. страна и, следовательно, сборная были известны под названием Западное Самоа (англ. Western Samoa). Перед каждым матчем регбисты исполняют традиционный окрик сива-тау. Национальный союз участвует в Регбийном альянсе тихоокеанских островов (PIRA) наряду с Тонга и Фиджи. В рейтинге IRB сборная занимает десятую позицию. С 1996 г. команда спонсируется сэром Майклом Фэем, одним из наиболее богатых людей Новой Зеландии.
Игра появилась на островах в начале 1920-х гг. и вскоре были созданы первые административные органы, в том числе и национальный союз. Первый международный матч сборной против Фиджи состоялся в 1924 г. Самоа, Фиджи и Тонга стали регулярно проводить матчи друг с другом. Через некоторое время эти состязания были облечены в форму турниров, среди которых особое место занимает Тихоокеанский кубок трёх наций. Первый розыгрыш кубка завершился победой Западного Самоа. С 1991 г. сборная борется за кубок мира, причём в 1991 и 1995 гг. самоанцы выходили в четвертьфинал.
Новый тренер Майкл Джонс, в прошлом игравший в составе «Олл Блэкс», готовил Самоа к ЧМ-2007. Команда Джонса, имевшего самоанские корни, попала в одну группу с англичанами, южноафриканцами, американцами и спортсменами из Тонга. Самоанцы сумели обыграть только сборную США и заняли четвёртое место в группе, которое не позволяло избежать отбора к следующему мировому форуму. Тем не менее, в квалификации самоанцы без труда обыграли соперников из Папуа — Новой Гвинеи (общий счёт — 188-19). Джонс же ушёл в отставку сразу после провальной кампании. Ему на смену пришёл Нико Паламо, до этого возглавлявший юниорскую сборную и национальную команду по регби-7. Паламо, в свою очередь, был заменён Титимаэа «Дики» Тафуа в 2009 г. Сейчас сборную тренирует Стивен Бетем.
Сборная играет в сине-белой форме. Команда не проводит воскресных тренировок, так как большинство регбистов являются строгими последователями христианского канона. После некоторых встреч регбисты Самоа становятся с регбистами противника в круг, произнося благодарственную молитву и благодаря противника за игру.

## История

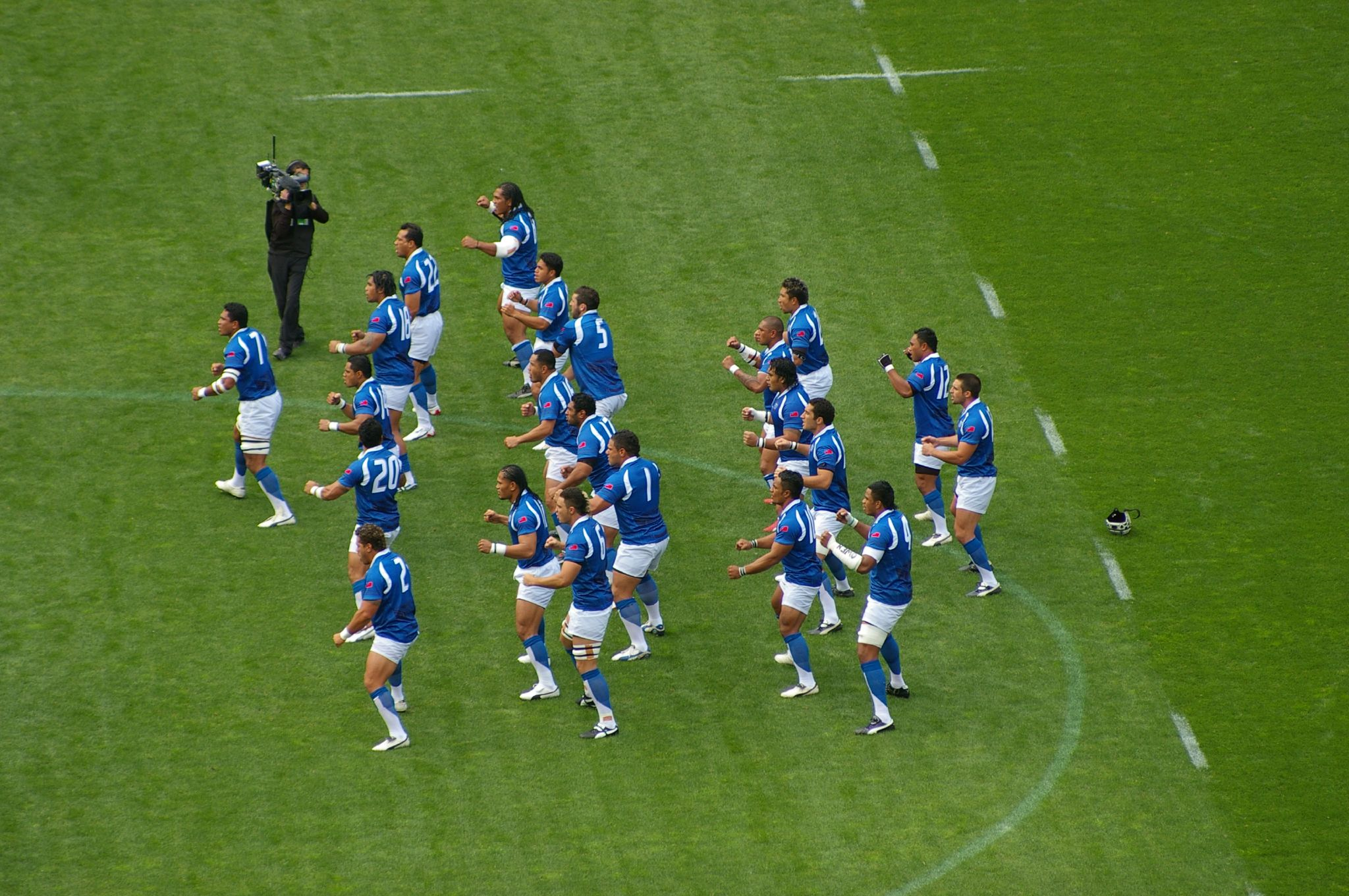
Самоанцы исполняют танец «сива-тау»

Регби в Западном Самоа появилось стараниями монахов-маристов, в том же году был сформирован Регбийный союз Западного Самоа. 18 августа 1924 команда Западного Самоа сыграла свой первый матч против сборной Фиджи в столице своей страны Апиа и проиграла 0:6. Матч состоялся утром в 7 часов, чтобы заставить самоанцев пораньше выйти на работу. На поле для игры в центре стояло дерево, которое и делило поле пополам. В ответной встрече самоанцы одержали первую победу в своей истории 9:3 и сравняли счёт в серии. В 1954 году самоанцы сыграли товарищеские матчи против команд Фиджи и Тонга, однако следующая игра состоялась лишь через 20 лет, когда они выехали в турне по Новой Зеландии, выиграв всего один матч из восьми.
В 1982 году был учреждён Тихоокеанский кубок трёх наций (предшественник Кубка тихоокеанских наций), в котором играли команды Тонга, Фиджи и Западного Самоа. Самоанцы выиграли первый же турнир. Вскоре самоанцы принимали дома сборную Уэльса, которая выиграла в Апиа со счётом 32:16, вследствие чего организовали и ответный визит в Уэльс, вырвавшись из долгой международной изоляции (впрочем, на первый чемпионат мира 1987 года их не приглашали). В 1988 году состоялось 14-матчевое турне по Европе команды Западного Самоа, а в 1989 году команда приехала в СССР: 16 октября самоанцы победили сборную клубов УССР со счётом 31:18, а вот 19 октября киевский «Авиатор» нанёс поражение самоанцам со счётом 31:15, причём самоанцы перед матчем даже исполнили свой боевой танец.
В Токио самоанцы уверенно добились выхода в финальную часть чемпионата мира, успешно выступив в отборочном турнире. Финальная часть турнира 1991 года проходила в Великобритании, где самоанцы сумели одолеть в упорной борьбе Уэльс 16:13, разбить наголову Аргентину 35:12 и уступили в упорной борьбе 3:9 австралийцам, будущим чемпионам мира. Сборная страны с населением в 160 тысяч человек сенсационно вышла в четвертьфинал, где её остановила Шотландия со счётом 28:6. Впрочем, для самоанцев сам выход в плей-офф стал победой. К 1993 году самоанцы превратились в грозную силу на регбийной арене: в 1992 году сборная по регби-7 выиграла турнир Миддлсекса, а в 1993 году победила на Гонконгском этапе Мировой серии. В 1995 году на чемпионате мира в ЮАР сборная снова вышла в четвертьфинал, одолев тех же аргентинцев и итальянцев, но в плей-офф уступив со счётом 42:14 будущим чемпионам мира из ЮАР.
После чемпионата мира самоанцы провели турне по Англии и Шотландии из 13 игр, сыграв вничью с шотландцами 15:15 и уступив 27:9 англичанам. Несмотря на успехи на чемпионате мира, самоанцы должны были следовать за мировым регби и уже учреждать некоторые административные структуры. Стараниями Фэя Ричуайта и Регбийного союза Западного Самоа была учреждена компания Manu Samoa Rugby Limited, которая является спонсором сборной. В 1999 году самоанцы снова участвовали в чемпионате мира, одолев на групповом этапе японцев 43:9 и неожиданно обыграв Уэльс 38:31, но уступив при этом Аргентине 32:16. В турнире было на этот раз 20 команд (пять групп по 4 команды), и пришлось проводить дополнительные матчи за выход в плей-офф. И здесь самоанцев поджидала неудача в лице Шотландии, которая выиграла 35:20 и не пустила самоанцев в четвертьфинал.
В 2003 году самоанцы снова выступали на чемпионате мира в Австралии, но попали туда с большим трудом: в личной встрече их побила сборная Фиджи 17:16, а Эрл Ваа из сборной Самоа в конце матча в компенсированное время не забил пенальти. Для попадания в финальную часть им пришлось дважды обыгрывать команду Тонга и добиваться победы над Фиджи 22:12, и только благодаря лучшей разнице набранных очков самоанцы выбрались в финальную часть. Там же, однако, их поджидала неудача: хотя они справились легко с Уругваем и Грузией, в третьем матче их одолела Англия, хотя самоанцы долго вели в счёте, а в решающем поединке за выход из группы их разбила сборная ЮАР. В 2007 году самоанцы выступили ещё хуже, скатившись на 4-е место в группе: если разгромные поражения от Англии и ЮАР можно было оправдать, то поражение от Тонга со счётом 15:19 не лезло ни в какие ворота. Слабым утешением стала победа над США 25:21.
В 2011 году самоанцы снова вышли на чемпионат мира, обыграв в стыковых матчах команду Папуа-Новой Гвинеи с общим счётом 188:19 (первая победа была одержана в Апиа со счётом 115:7, что является рекордом сборной Самоа, а окончательная победа 73:12 18 июля 2009 в Порт-Морсби вывела самоанцев в финальную часть). В рамках подготовки к турниру самоанцы сенсационно выиграли у Австралии со счётом 32:23, что давало их болельщикам надежды, однако в финальной части самоанцы стали третьими в группе, минимально проиграв Уэльсу и ЮАР и победив команды Фиджи и Намибии. После вылета самоанцев с чемпионата мира разразился скандал, поскольку менеджер сборной Мэтью Ваэа в течение турнира не исполнял свои обязанности и слишком часто выпивал. За недостойное поведение его родная деревня оштрафовала его на 100 свиней (эквивалент — около 2,5 тысяч долларов США), а самого Ваэа уволили с поста менеджера. О неподобающем поведении менеджера рассказал капитан сборной Махонри Швальгер. В связи со скандалом президент Самоанского регбийного союза и премьер-министр Туилаэпа Саилеле Малиелегаои потребовал провести аудит и предоставить все данные по поводу расходов сборной Самоа во время чемпионата мира.
В 2015 году Самоа снова сыграли на чемпионате мира: её соперниками по группе стали команды ЮАР, Шотландии, Японии и США. Самоанцы не вышли из группы, обыграв только сборную США и уступив трём остальным сборным. В 2019 году Самоа выступили на чемпионате мира в одной группе с Россией, Японией, Шотландией и Ирландией, не выйдя из группы и обыграв только россиян.

## Некоторые известные игроки
- Эрл Ва’а — 2-е место по числу набранных очков за все игры в сборной (172 очка).
- Элвис Севеали’и — рекордсмен по числу попыток за матч (4 попытки, 10 июня 2000 года, матч против Японии).
- Семо Ситити — 3-е место по числу проведённых игр за сборную (59 матчей), но первое по числу матчей в ранге капитана команды (39 матчей).
- Гэвин Уильямс — рекордсмен по числу очков за матч (30 очков, 11 июля 2009 года, матч против Папуа — Новой Гвинеи).
- Айзек Фе’аунати — участник чемпионата мира 1999 года и чемпионата мира по регби-7 1997 года. В 2009 году сыграл роль новозеландского регбиста Джоны Лому в фильме «Непокорённый».

## Форма
Традиционные цвета «Ману Самоа» — синий и белый. Домашний комплект представляет собой синие регбийки, белые шорты и синие гетры, гостевой — белые регбийки, синие шорты и белые гетры. На левом рукаве с 2007 года изображается флаг Самоа, а на самой форме представлены узоры пе’а.

### Домашняя
| 1989—1998 | 1998—2001 | ЧМ-1999 | 2001—2003 | ЧМ-2003   | 2003—2004 | 2005—2006 | 2007—2010 |
| 2010—2012 | 2012—2013 | 2014    | ЧМ-2015   | 2015—2016 | 2016      | 2018      | 2019      |

### Гостевая
| 1989—1998 | 2010—2012 | ЧМ-2015 | 2016 | 2019 |

### Производители формы
| Годы       | Производитель             |
| ---------- | ------------------------- |
| 1986—1988  | Umbro                     |
| 1988—1996  | Canterbury of New Zealand |
| 1996—1998  | Reebok                    |
| 1999—2003  | Adidas                    |
| 2004—2009  | Puma                      |
| 2010—2012  | KooGa                     |
| 2012—2013  | BLK                       |
| 2014—2015  | Canterbury of New Zealand |
| 2015—2016  | BLK                       |
| 2016—2017  | LE Sportswear             |
| 2018—н. в. | BLK                       |

### Спонсоры
| Годы       | Спонсор                                                        |
| ---------- | -------------------------------------------------------------- |
| 1992—1994  | Telecom New Zealand                                            |
| 1994—1998  | Vailima                                                        |
| 1998—1999  | Newcall                                                        |
| 2005—2011  | SIFA. WS                                                       |
| 2012—2013  | Digicel                                                        |
| 2014—2016  | Cromwell Property Group (спереди), Redefine Properties (сзади) |
| 2016—2017  | Bluesky Communications                                         |
| 2017—н. в. | Magnum Hire (спереди), Henderson Cars (сзади)                  |
| 2017—н. в. | Invest Samoa                                                   |
| 2018—н. в. | Grey Investment Group                                          |

## Тренеры
- Питер Шустер[англ.]: 1988—1995
- Брайан Уильямс[англ.]: 1999
- Джон Боу[англ.]: 2000—2003
- Майкл Джонс[англ.]: 2004—2007
- Нико Паламо[англ.]: 2008—2009
- Титимаэа Тафуа[англ.]: 2009—2011
- Скотт Уайзмэнтел[англ.]: 2011
- Стивен Бетэм[англ.]: 2012—2015
- Алама Айеремия[англ.]: 2016—2017
- Титимаэа Тафуа[англ.]: 2017—2018
- Стив Джексон[англ.]: 2018—2020
- Сеилала Мапусуа: 2020—2024
- Махонри Швальгер[англ.]: 2024—н.в.